# Байкал в коллекционировании
Байкал в коллекционировании — совокупность бумажных купюр, монет, значков, почтовых марок, художественных маркированных конвертов и других коллекционных материалов, посвящённых озеру Байкал.

### В бонистике
С июня по октябрь 2016 года был проведён всенародный конкурс по определению символа новых банкнот, в котором победил Памятник затопленным кораблям в Севастополе и вид на Херсонес Таврический. Среди них была банкнота с Байкалом и Иркутском.

### В нумизматике
30 декабря 2015 года Московским монетным двором отчеканена серебряная монета из серии «Символы России» — «Байкал». Тираж — 4.500 шт. Качество: Proof. Аверс
в центре — эмблема Банка России (двуглавый орёл с опущенными крыльями, под ним — надпись полукругом «БАНК РОССИИ»), обрамленная кругом из точек и надписями по кругу — вверху: «ТРИ РУБЛЯ», внизу: слева — обозначения драгоценного металла и пробы сплава, в центре — год выпуска «2015 г.», справа — содержание химически чистого металла и товарный знак монетного двора. Реверс. в центре диска — изображение водной поверхности с каменистым островом посредине, вверху вдоль канта — надпись: «СИМВОЛЫ РОССИИ», на переднем плане внизу — участок берега с деревьями, стилизованная надпись в две строки: «озеро БАЙКАЛ» и географические контуры озера. Художник: Е. В. Крамская. Скульптор: А. А. Долгополова. Чеканка: Санкт-Петербургский монетный двор (СПМД). Оформление гурта: 300 рифлений.
С 25 марта по 6 октября 2013 г. в целях популяризации наиболее значительных памятников архитектуры и природных объектов России, продвижения имиджа России как уникальной страны с богатейшим культурным и природным наследием, проводился мультимедийный проект-конкурс «Россия 10». Посредством общенародного голосования были выбраны десять визуальных символов России, одним из которых стало озеро Байкал.

Памятные монеты
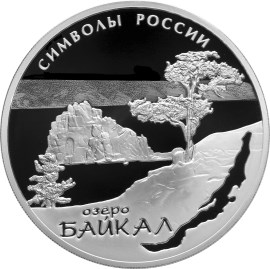
30 декабря 2015 года: Озеро Байкал (Символы России:)
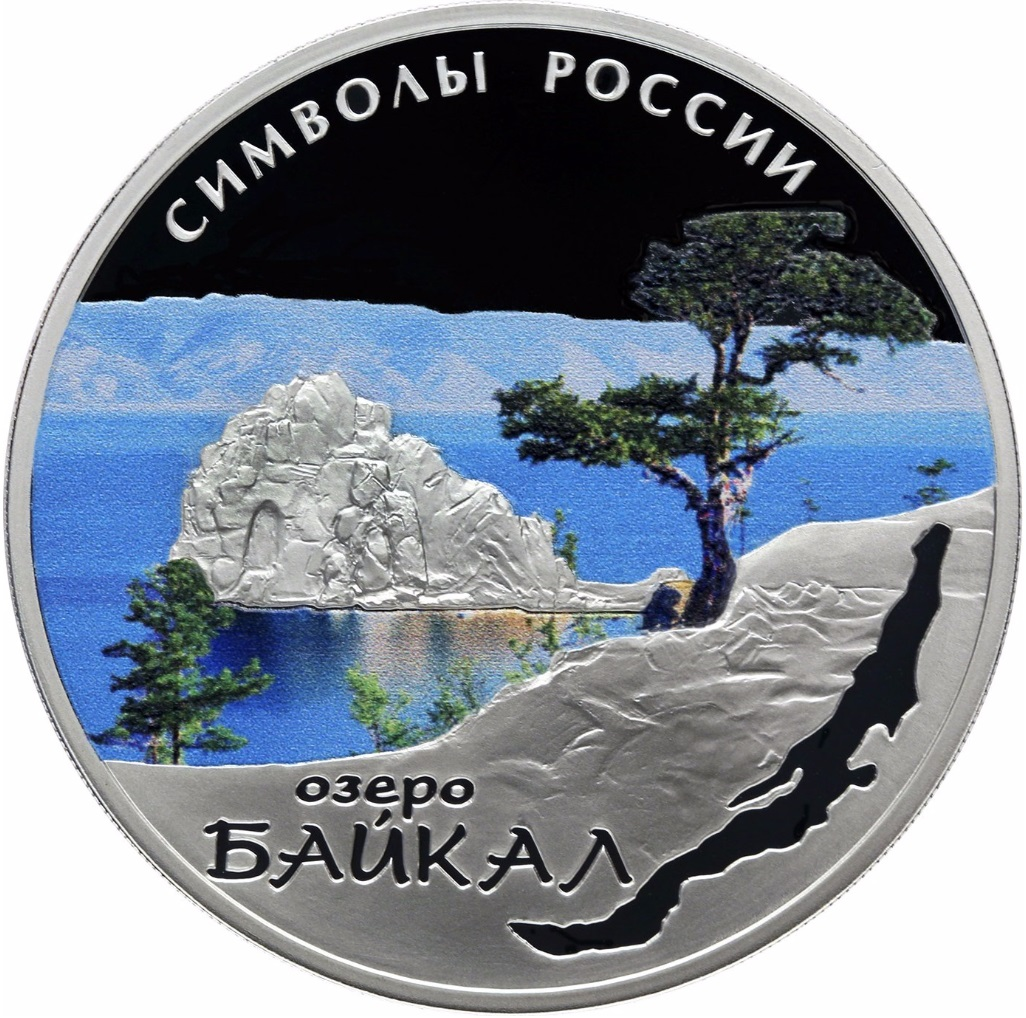
30 декабря 2015 года: Озеро Байкал (Символы России:)

### В сигиллатии
Изображения Байкала неоднократно фигурировали на почтовых конвертах.
Вот некоторые из них:
- 20.09.1957. ХМК «Озеро Байкал».
- 08.05.1958. ХМК «Озеро Байкал. Бурят-Монгольская АССР».
- 30.06.1958. ХМК «Туристы на западном берегу Байкала».
- 14.03.1959. ХМК «На Байкале».
- 16.11.1961. ХМК «Озеро Байкал». Художник — А. Плетнёв.
- 16.03.1963. ХМК «Байкал». Художник — Лесегра.
- 12.05.1965. ХМК «Озеро Байкал». Художник — Н. Акимушкин.
- 26.09.1966. ХМК «Озеро Байкал. Чивыркуйский залив».
- 24.05.1968. ХМК «Байкал. Бухта Большие Коты». Художник — А. Малеинов.
- 10.07.1968. ХМК «Байкал. Остров Ольхон».
- 00.00.1969. ХМК «Байкал. Мыс Бурхан». Художник — В. Богаткин.
- 14.01.1970. ХМК «Малая Колокольня». Иркутская область. Озеро Байкал". Художник — В. Богаткин.
- 28.07.1970. ХМК «Байкал». Художник — С. Куприянов.
- 12.04.1972. ХМК «Байкал. Бухта Песчаная». Художник — С. Куприянов.
- 19.03.1974. ХМК «Озеро Байкал». Художник — Л. Кулиева.
- 14.10.1988. ХМК «Иркутская область. Озеро Байкал. Бухта Песчаная».
- 06.09.1991. ХМК «Озеро Байкал». Фото — Б. Дмитриева.
- 00.00.1993. ХМК «озеро Байкал».
- 28.04.2006. ХМК «День Байкала. Экологическая защита уникального природного объекта». Фото. Г. Коробовой.
- 11.04.2008. ХМК «Республика Бурятия. Озеро Байкал».
- 30.10.2013. ХМК «Олимпийский огонь на дне Байкала — впервые в истории олимпийского движения». Художник-дизайнер — А. Яковлев.
- 18.03.2019. ХМК «Озеро Байкал. Республика Бурятия. Флора и фауна. Всемирное наследие».

Почтовые конверты
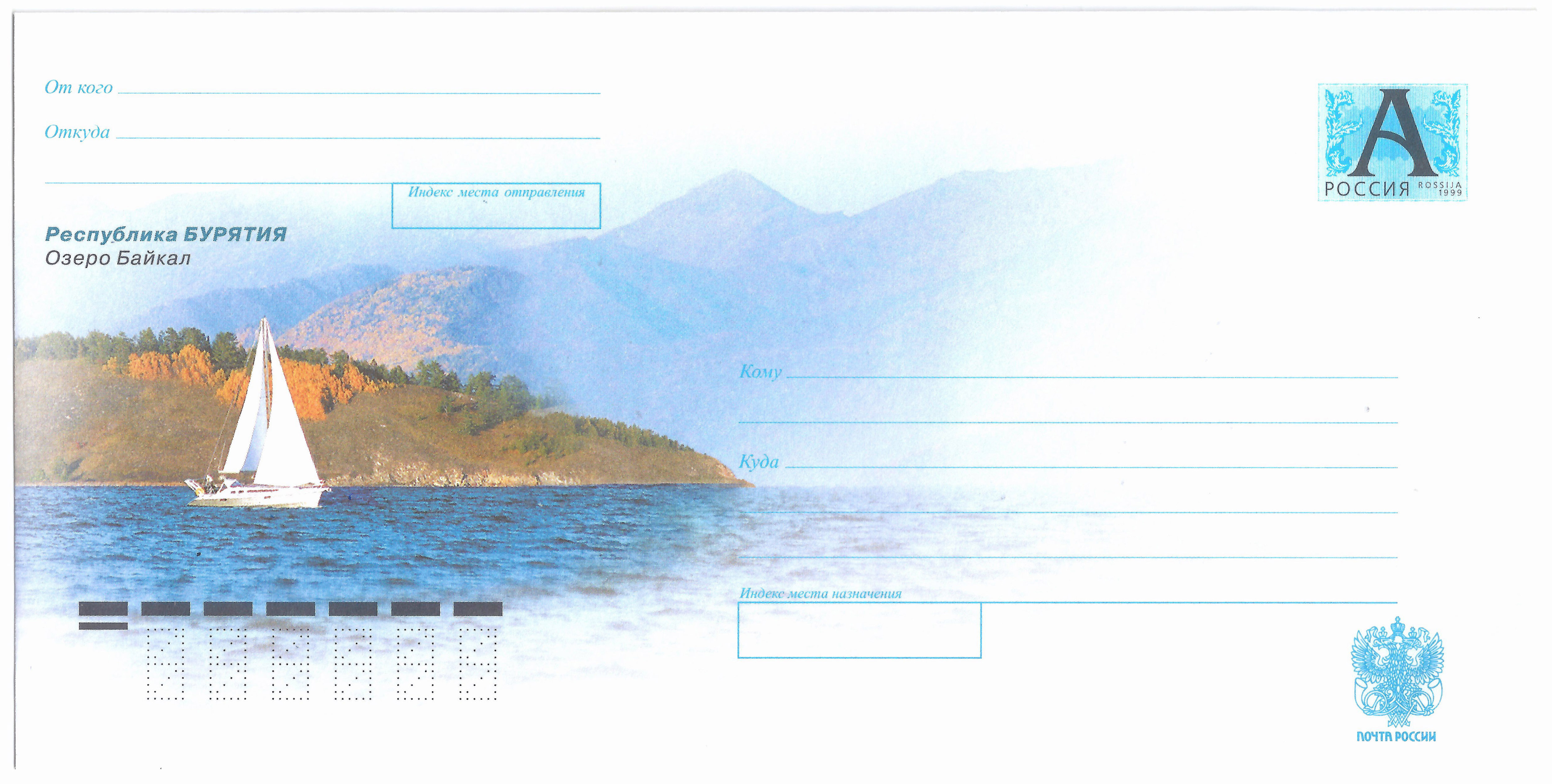
2008 год: Республика Бурятия. Озеро Байкал

### В фалеристике
Ряд значков в советские годы были выпущены с картографическими изображениями Байкала. На некоторых размещены животные: белка, соболь, медведь, рыбы.

### В филателии
11 сентября 2020 года Почтовая администрация Организации Объединённых Наций выпустила серию из шести почтовых марок по теме «Всемирное наследие. Российская Федерация». Среди них была почтовая марка номиналом 55 центов, посвящённая Байкалу.

Почтовые марки
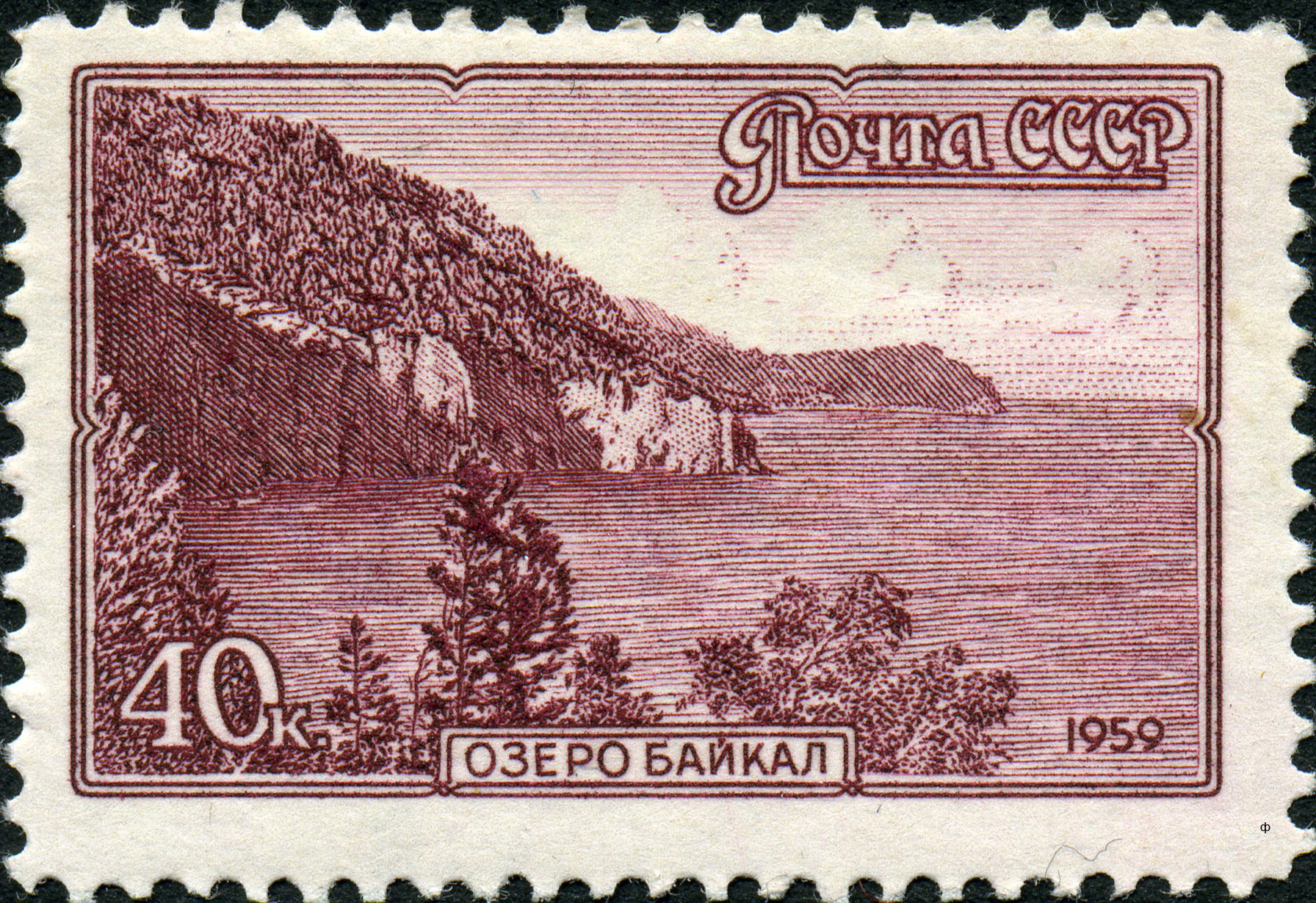
1959 год: Озеро Байкал
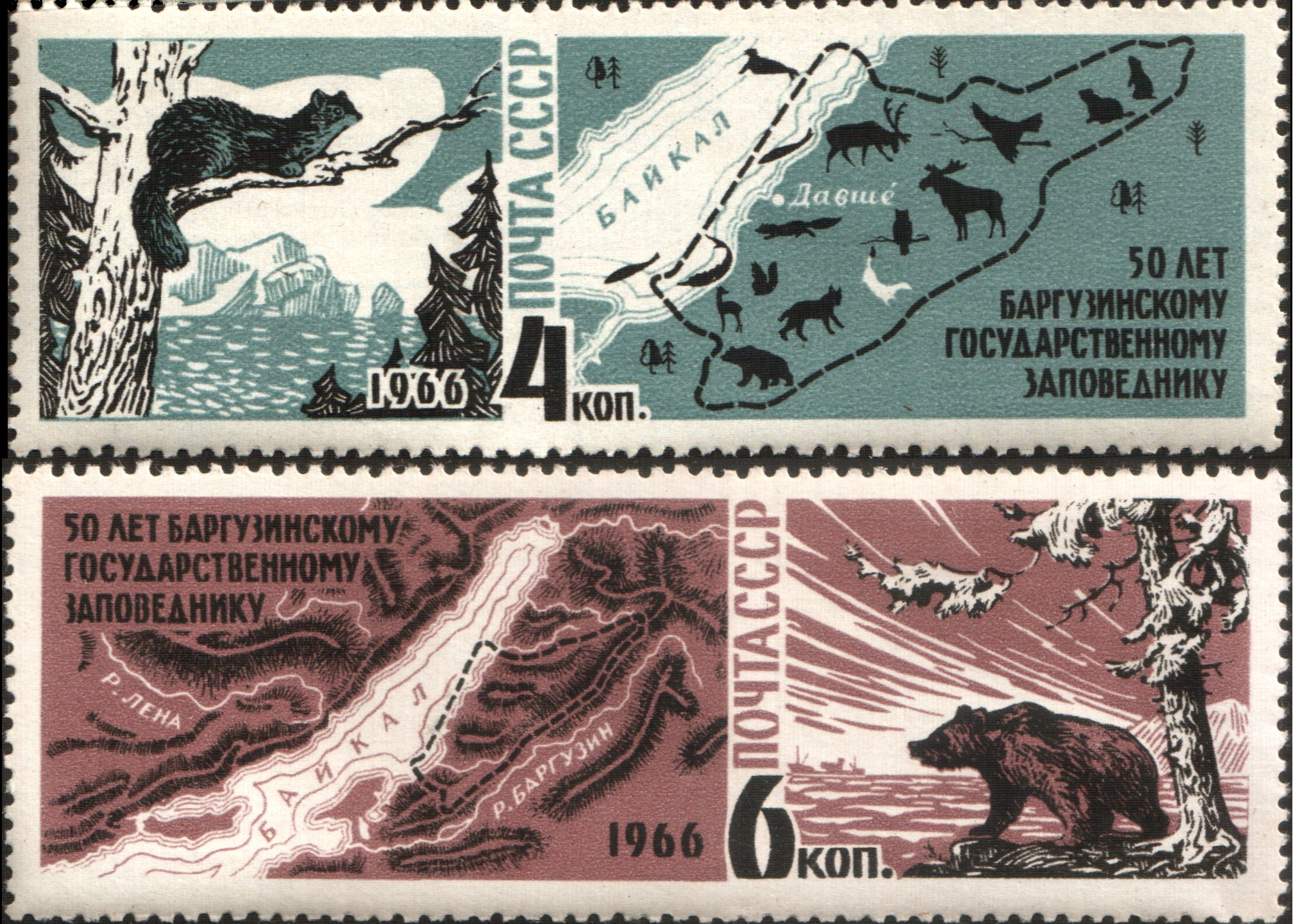
1966 год: 50 лет Баргузинскому заповеднику (сдвоенная)
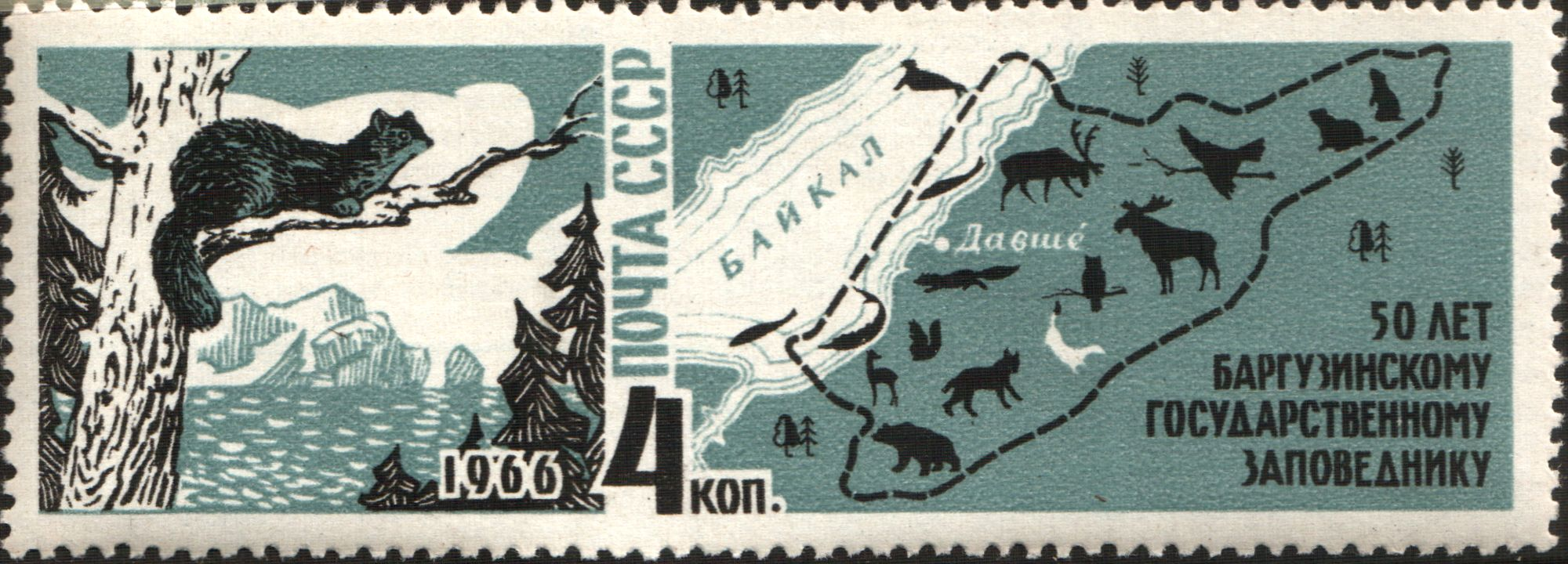
1966 год: 50 лет Баргузинскому заповеднику
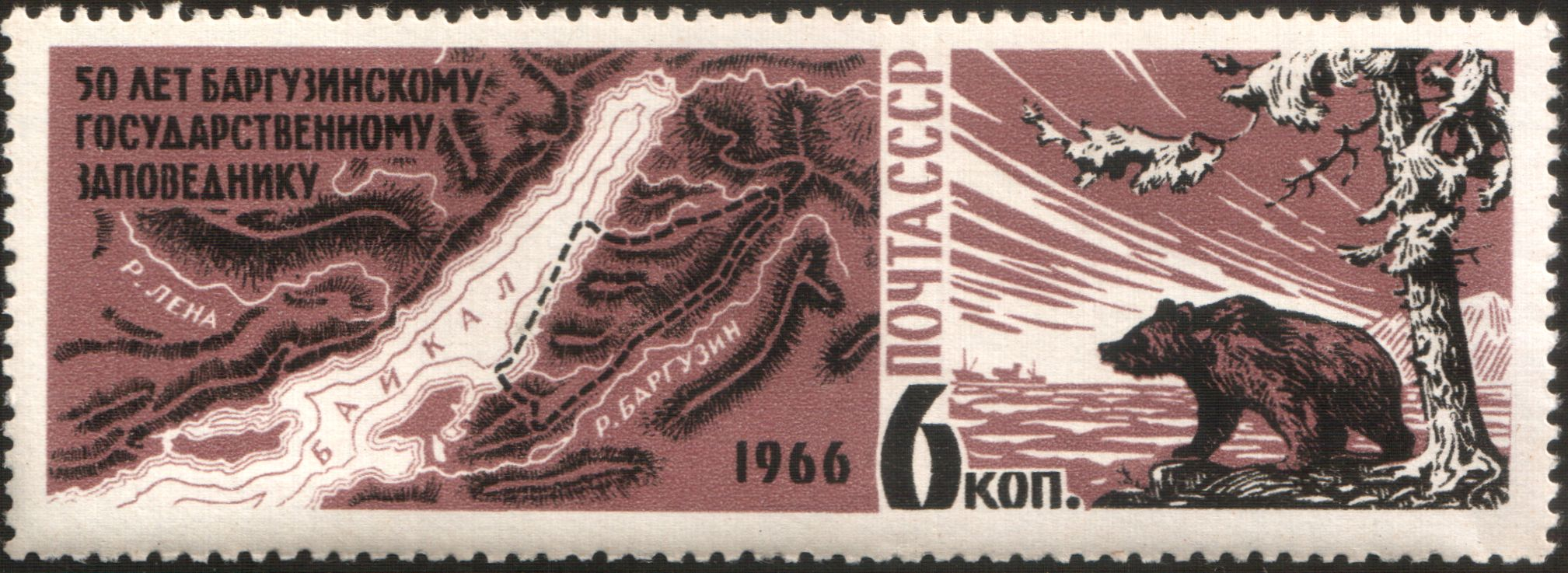
1966 год: 50 лет Баргузинскому заповеднику
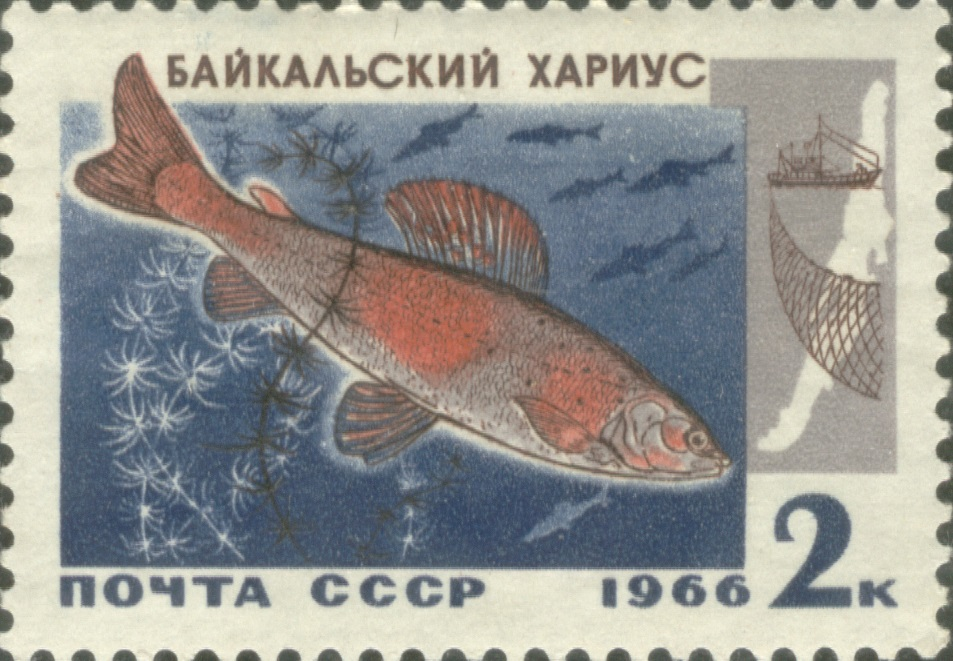
1966 год: Байкальский хариус
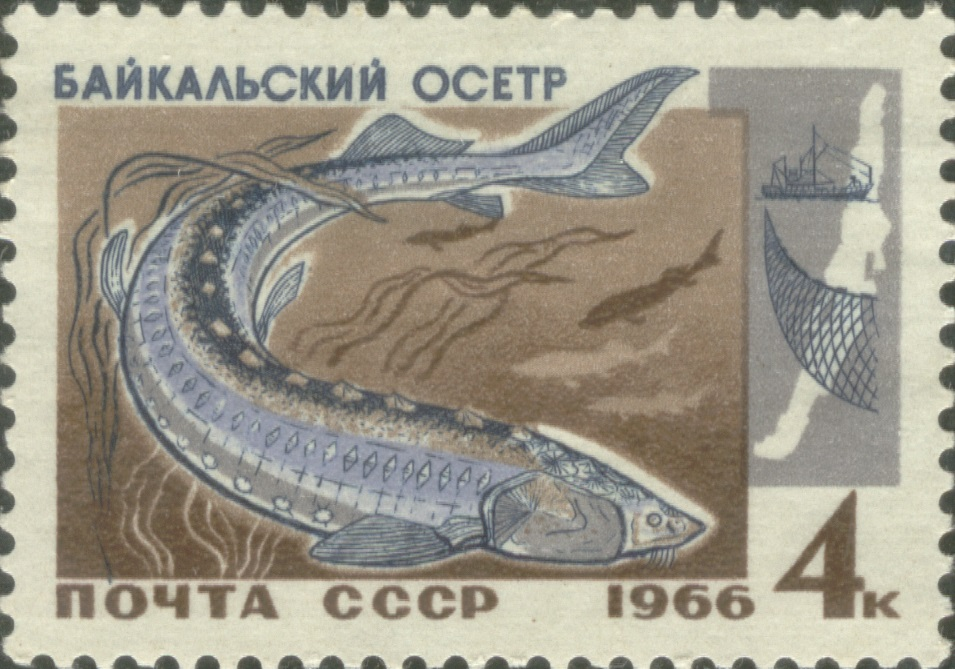
1966 год: Байкальский осётр
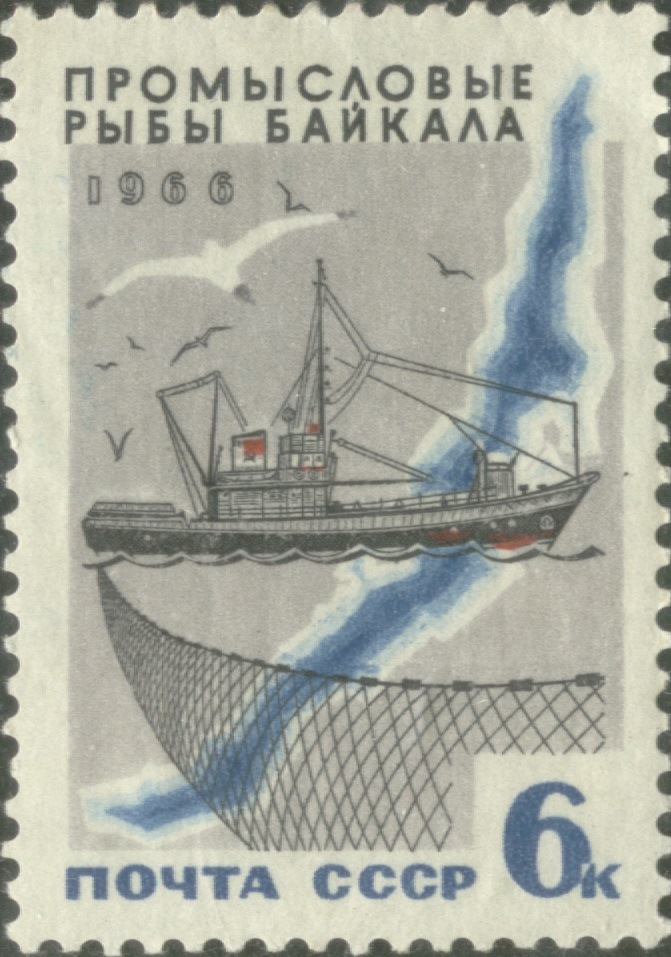
1966 год: Промысловые рыбы Байкала
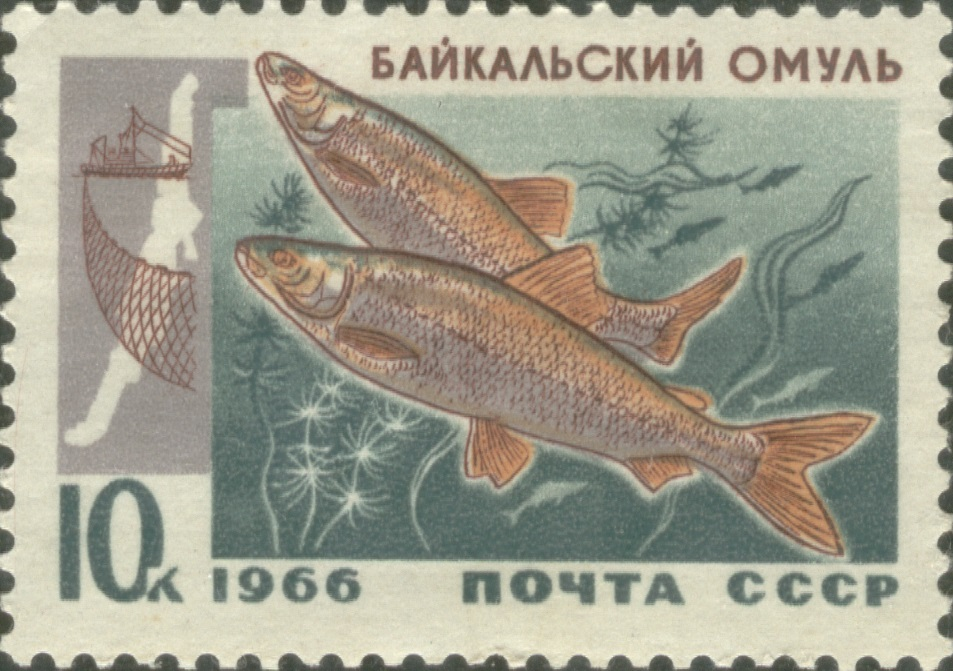
1966 год: Байкальский сиг
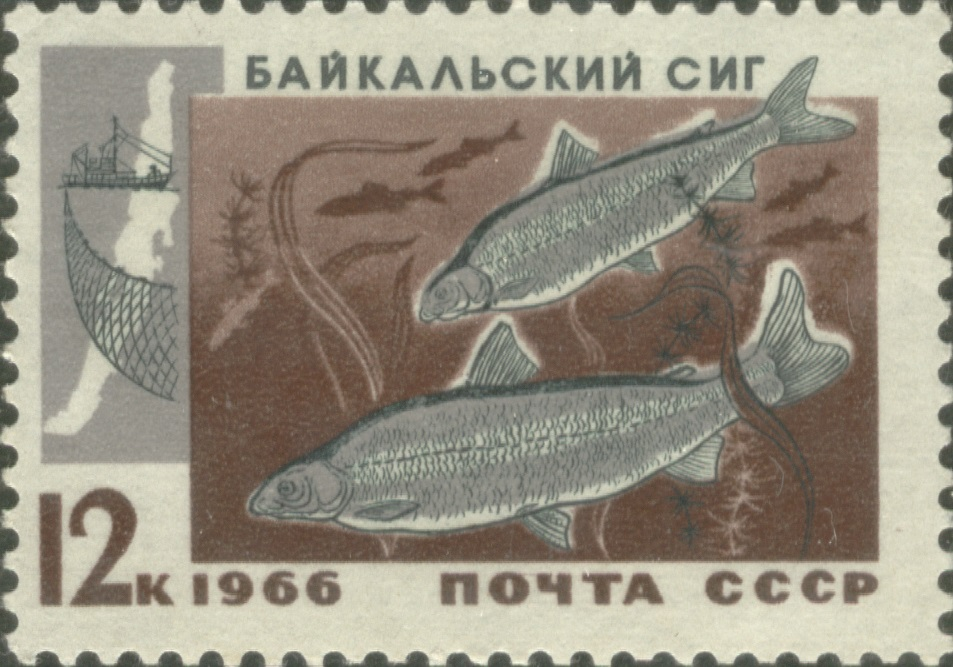
1966 год: Байкальский сиг
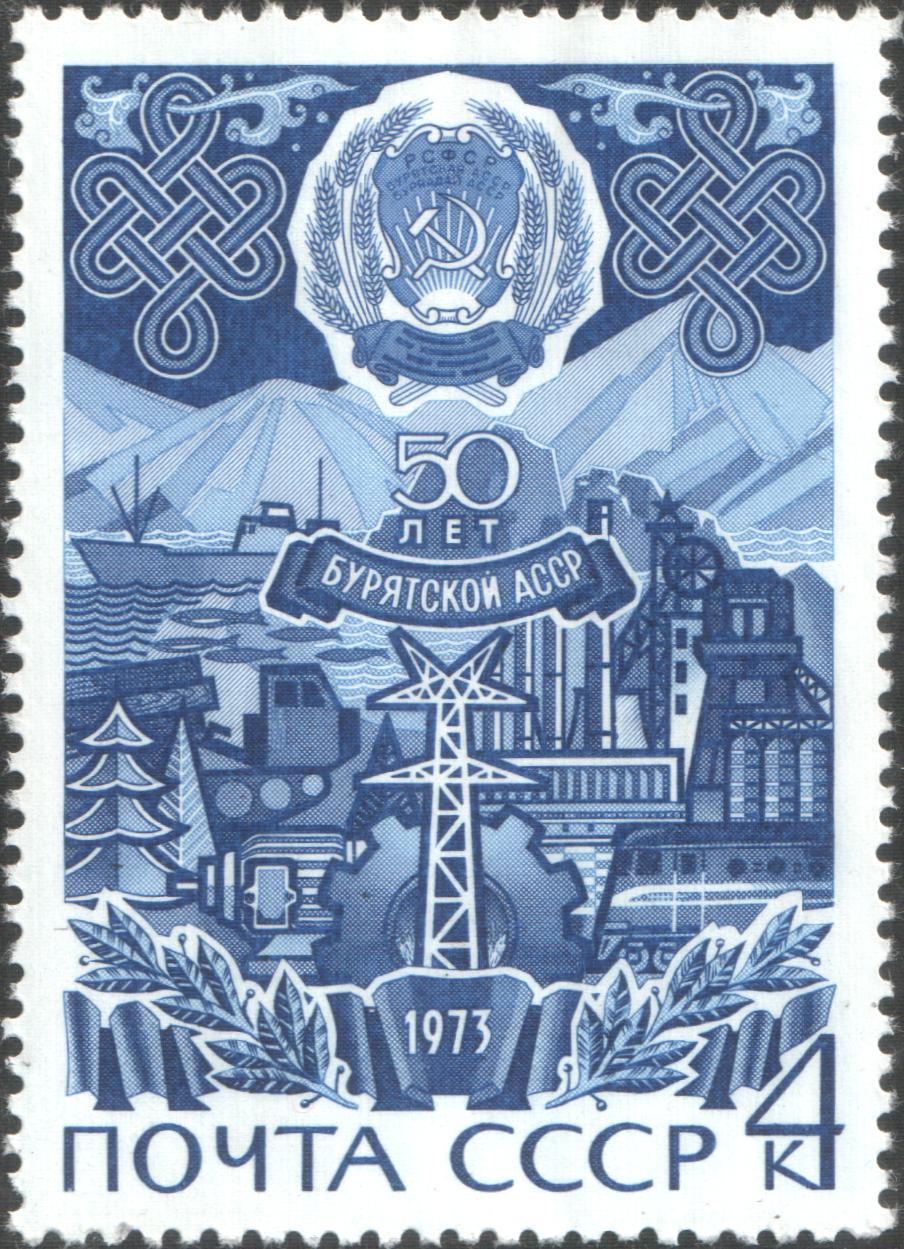
1973 год: 50 лет Бурятской АССР (на заднем плане — Байкал)
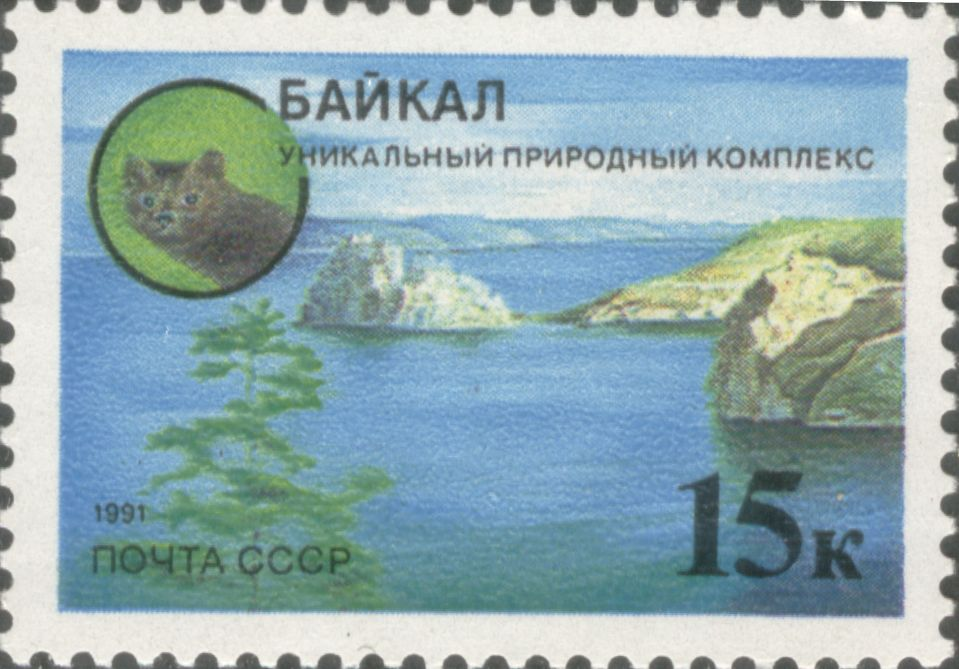
1991 год: озеро Байкал
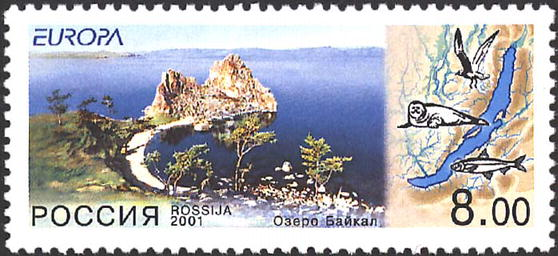
2001 год: «Европа-2000». Вода — природное богатство. Озеро Байкал. Прибрежный пейзаж озера. Побережье острова Ольхон, схематическое очертание озера Байкал, представители фауны Байкала: чайка, байкальская нерпа и байкальский омуль.
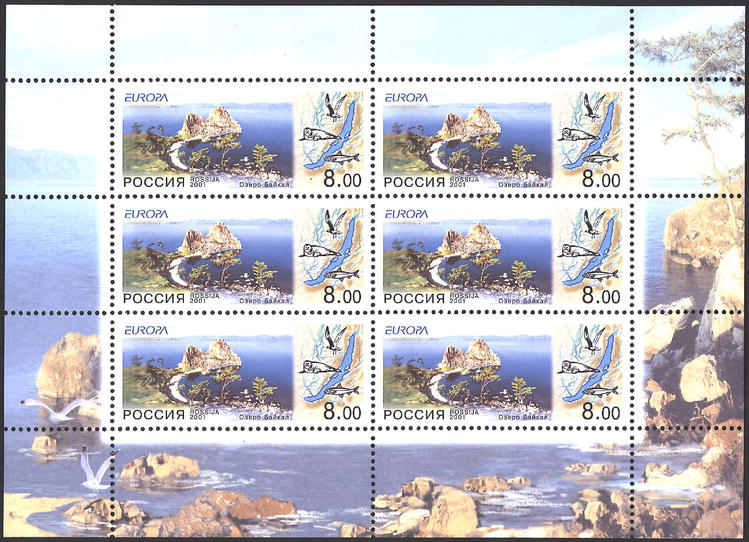
2001 год: «Европа-2000». Вода — природное богатство. Озеро Байкал. Прибрежный пейзаж озера. Побережье острова Ольхон, схематическое очертание озера Байкал, представители фауны Байкала: чайка, байкальская нерпа и байкальский омуль.
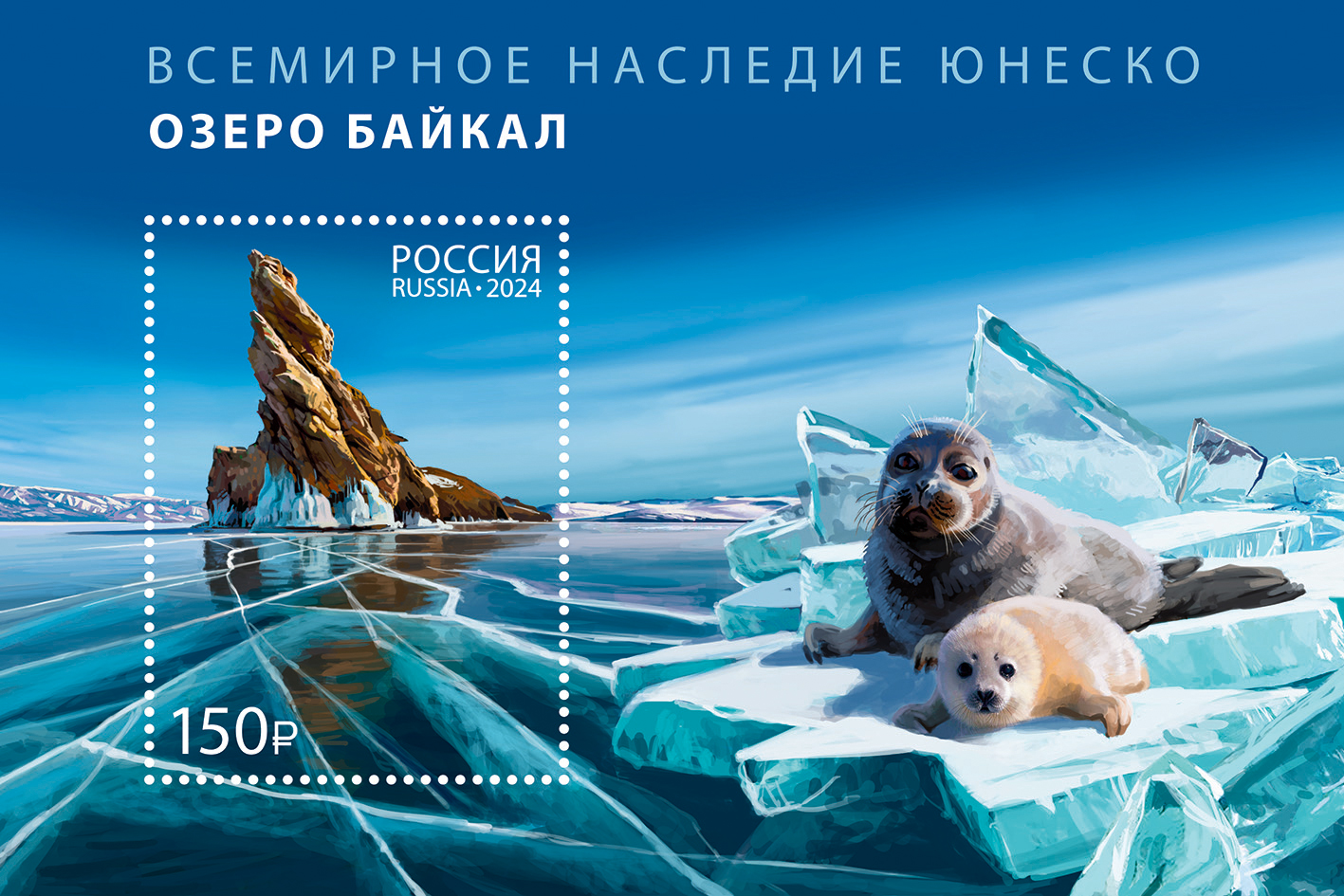
2024 год: Почтовый блок - К 70-летию присоединения России к ЮНЕСКО. Озеро Байкал

### В филокартии
В дореволюционное время был выпущен ряд как отдельных открыток, посвящённых Байкалу, так и в виде наборов и комплектов. В советский период выпуск филокартической продукции относительно Байкала был продолжен.
- Скала Хобот на оз. Байкал.
- Ледокол «Байкал».
- Берега Байкала.
- Сибирь. Вид на Байкал. Санкт-Петербург, издательство Цзинь-Лунь.
- Серия открыток «На Байкале».
- Озеро Байкал. Хобот-скала. 1902.
- Оз. Байкал. Гора Кудалда. Иркутск, издательство М. И. Дорогостайской, 1903.
- Большие колокольни на Байкале. Москва, издательствао Д. П. Ефимова.
- Пристань оз. Байкал. Москва, издательствао Д. П. Ефимова, 1905.
- Берег Байкала у разъезда Толстый. Москва, издательствао Д. П. Ефимова, 1905.
- Озеро Байкал. 7-ми сосный мыс с левой стороны. Москва, издательствао Д. П. Ефимова, 1905.
- Озеро Байкал. Пристань у станции Мысовой. Москва, издательствао Д. П. Ефимова, 1905.
- Скала на Байкале. Москва, издательствао Д. П. Ефимова, 1906.
- Ледокол на Байкале. Москва, издательство контрагентства А. С. Суворина и К, 1917.
- Северо-восточные берега о. Ольхона на Байкале. Москва, издательство контрагентства А. С. Суворина и К, 1917.
- Озеро Байкал. Берег острова Бакланий. Иркутск, Восточно-Сибирская правда.
- Берег озера Байкал. Иркутский комбинат бытового обслуживания.
- Озеро Байкал. Берег острова Большого Колтыгея. Иркутский комбинат бытового обслуживания.
- Озеро Байкал. Берег острова Ольхон. Иркутский комбинат бытового обслуживания.
- Озеро Байкал. Большая колокольня. Иркутский комбинат бытового обслуживания.
- Озеро Байкал. Залив Курбулицкий. Иркутский комбинат бытового обслуживания.
- Озеро Байкал. Мыс Бурхан. Иркутский комбинат бытового обслуживания.
- Озеро Байкал. Мыс Саган. Иркутский комбинат бытового обслуживания.
- Озеро Байкал. Рыболовецкий посёлок Курбулик. Иркутский комбинат бытового обслуживания.
- Озеро Байкал. Чивыркуйский залив. Иркутский комбинат бытового обслуживания.
- Озеро Байкал. Старый Култук. Художник — А. И. Писарев. Москва, Советский художник, 3.8.1954.
- Озеро Байкал. Фото Л. Бородулина. Москва, Правда, 1956.
- Озеро Байкал. Фото — Л. Бородулина. Москва, Изогиз, 1957.
- Порт Листвянка на озере Байкал. Фото — Л. Бородулина. Москва, Изогиз, 1960.
- На озере Байкал (пароход «Комсомолец»). Фото — Л. Бородулина. Москва, Изогиз, 1960.
- Озеро Байкал. Вид на Малое море. Фото — Л. Бородулина. Москва, Изогиз, 1960.
- Славное море — священный Байкал. Художник — В. Дудоров (Палех). Москва, Изобразительное искусство, 1969.
- Улан-Удэ. Озеро Байкал (катер «Верный»). Москва, Плакат, 1988.
- Озеро Байкал. Мыс Три брата. Иркутск, Восьмое небо, 2009.
- Байкал. Москва, М-Артс, 2011.
- Иркутская область. Озеро Байкал (2 открытки). Москва, Марка, 2013.

Наборы:
- Байкал. Комплект из 15 открыток. Москва, Изогиз, 26.03.1956.
- Байкал. Комплект из 12 открыток. Москва, Советский художник, 21.02.1967.
- Байкал. Комплект из 16 открыток. Москва, Советский художник, 1968.
- Байкал. Серия «Красоты Родины». Комплект из 15 открыток. Фото А. Фрейдберга. Москва, Планета, 1971.
- По Байкалу. Серия: В объективе наша Родина. Набор из 24 открыток. Москва, 1975.
- По Байкалу. Серия: В объективе наша Родина. Комплект из 18 открыток. Фото А. Фрайдберга. Москва, Планета, 1978.
- По Байкалу. Набор из 16 открыток. Художник Г. Манизер. Москва, Изобразительное искусство, 21.03.1980.
- Птицы России. Байкал. Комплект из 16 открыток. Москва, Изобразительное искусство, 1984.
- Байкал. Комплект из 15 открыток. Фото А. Фрейдберга. Москва, Правда, 1988.

Почтовые открытки
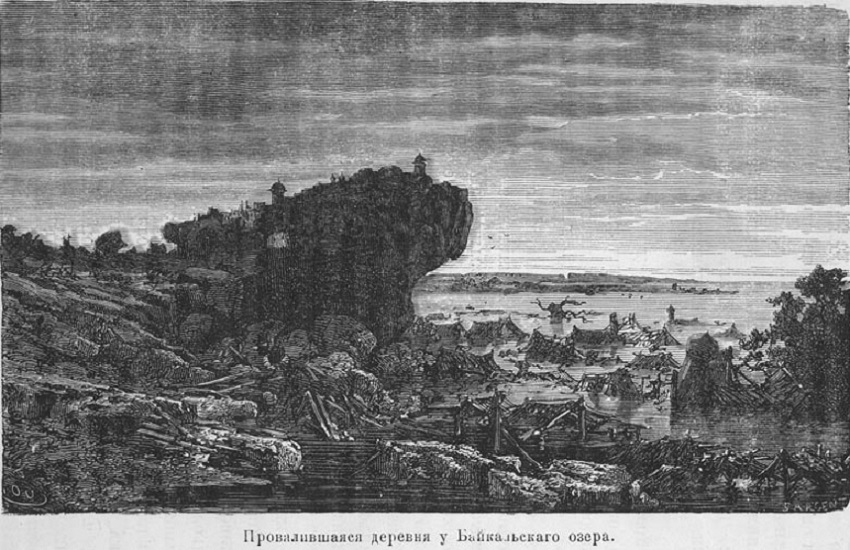
1868 год: Провалившаяся деревня у Байкальского озера
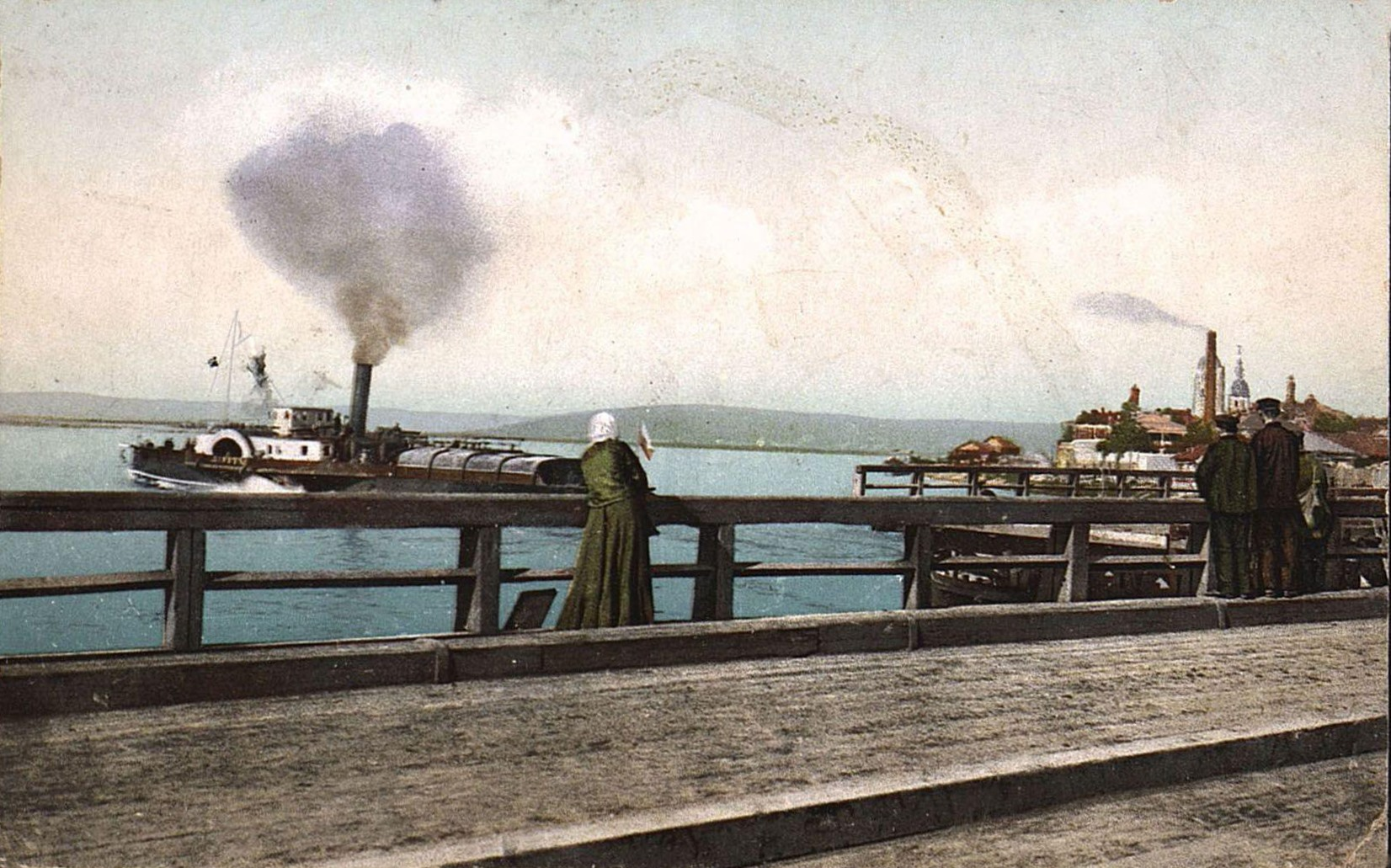
1901 год: Иркутск. Пароход 'Бурят'
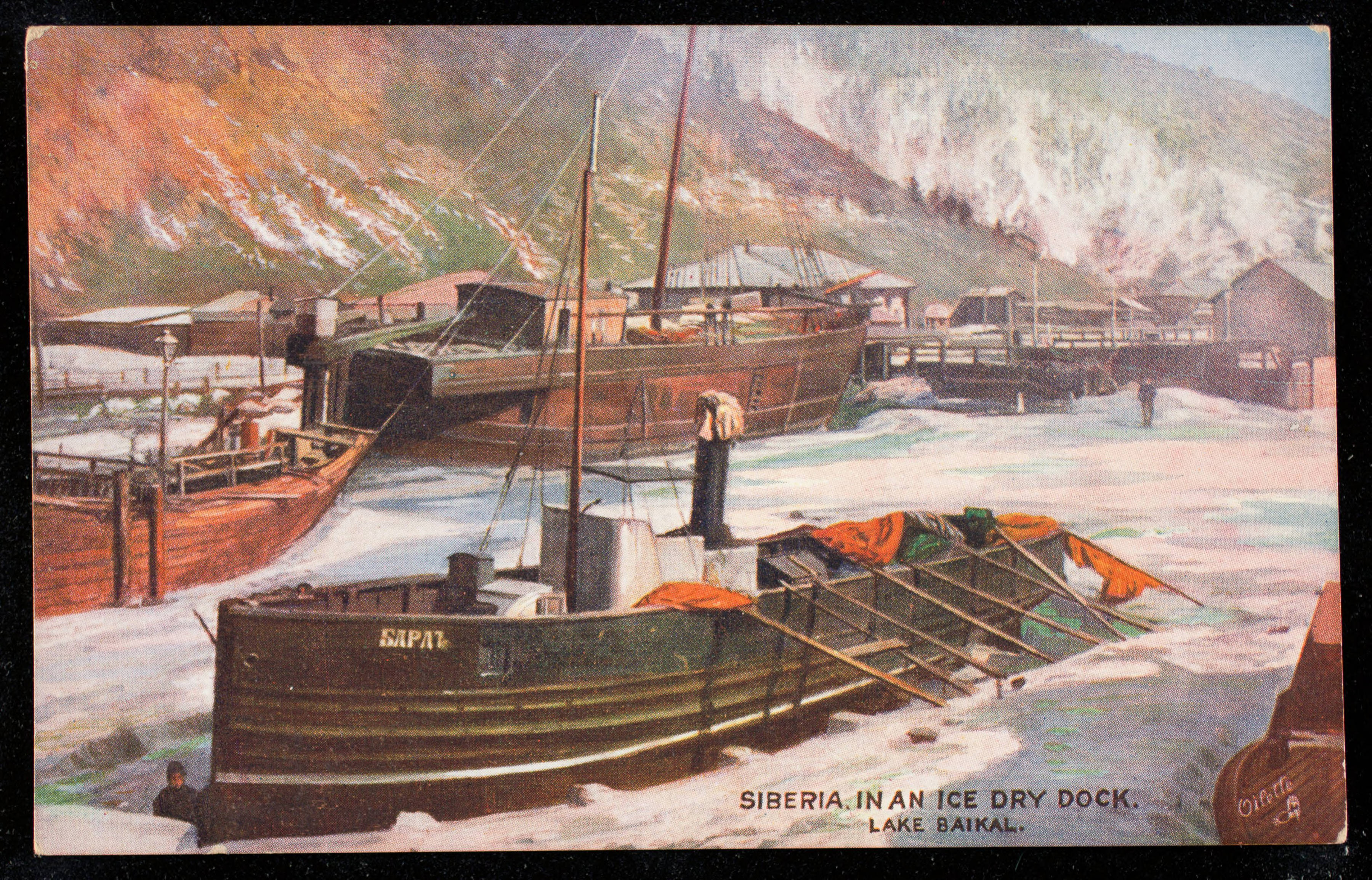
1903 год: Сибирь. Сухой док на озере Байкал
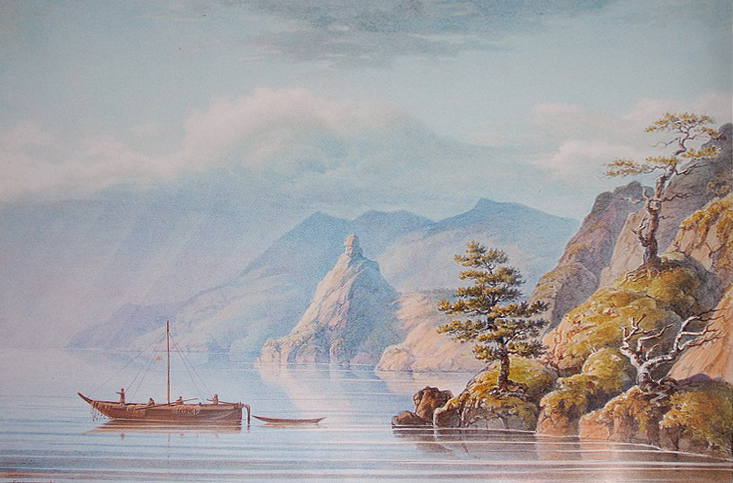
1840-1850: Озеро Байкал. Скала Малая Колокольня в Бухте Песчаной
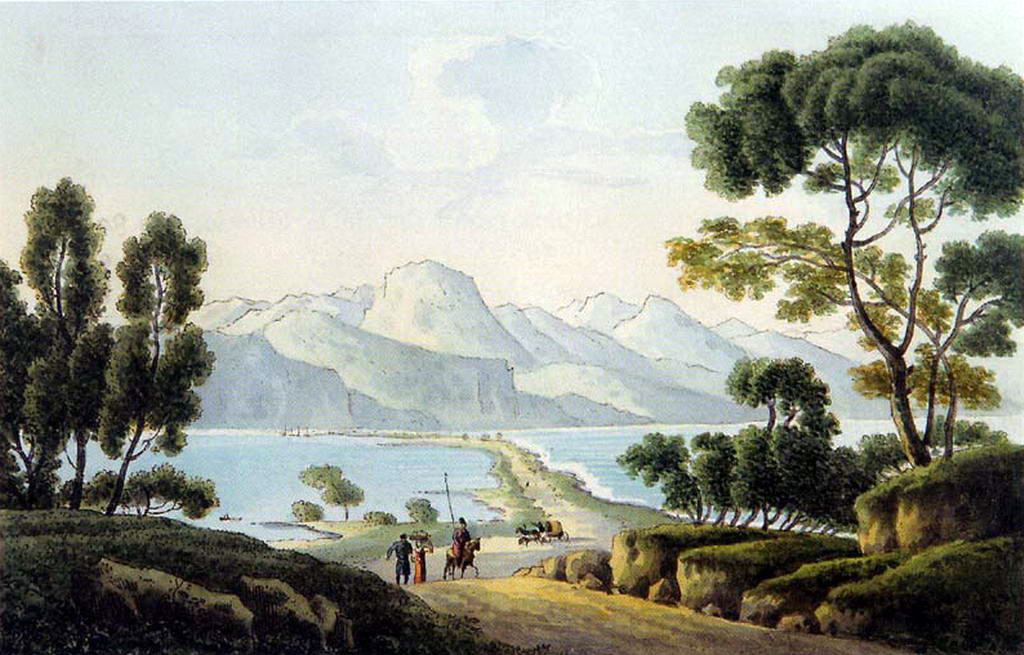
1821 год: Мартынов на Байкале
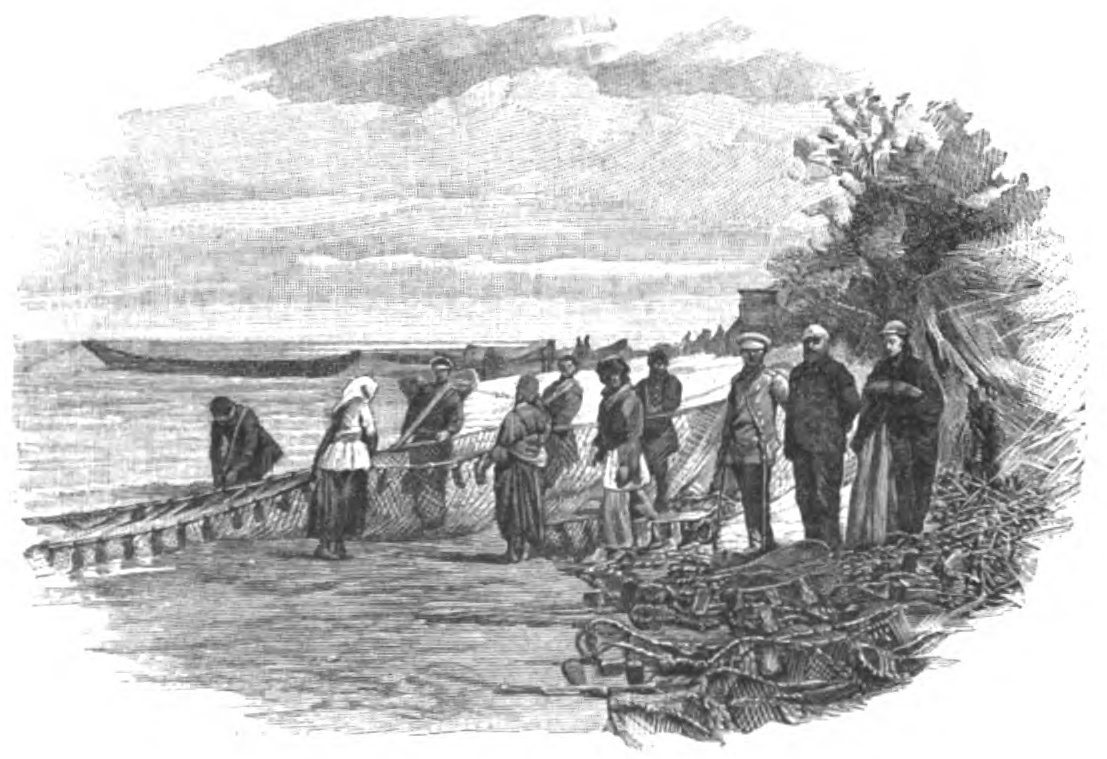
1904 год: Рыбаки на озере Байкал
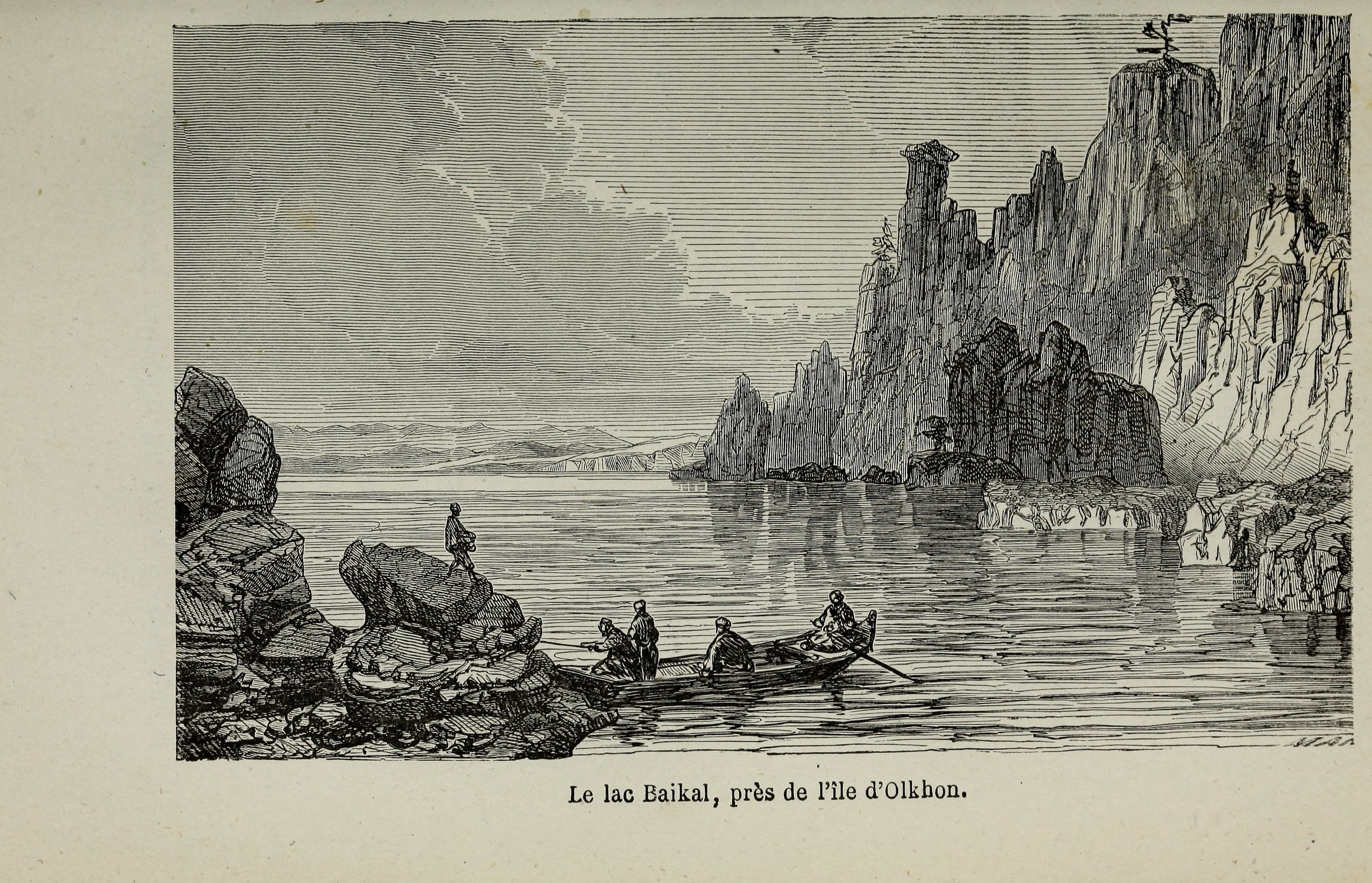
1868 год: Озеро Байкал. У острова Ольхон
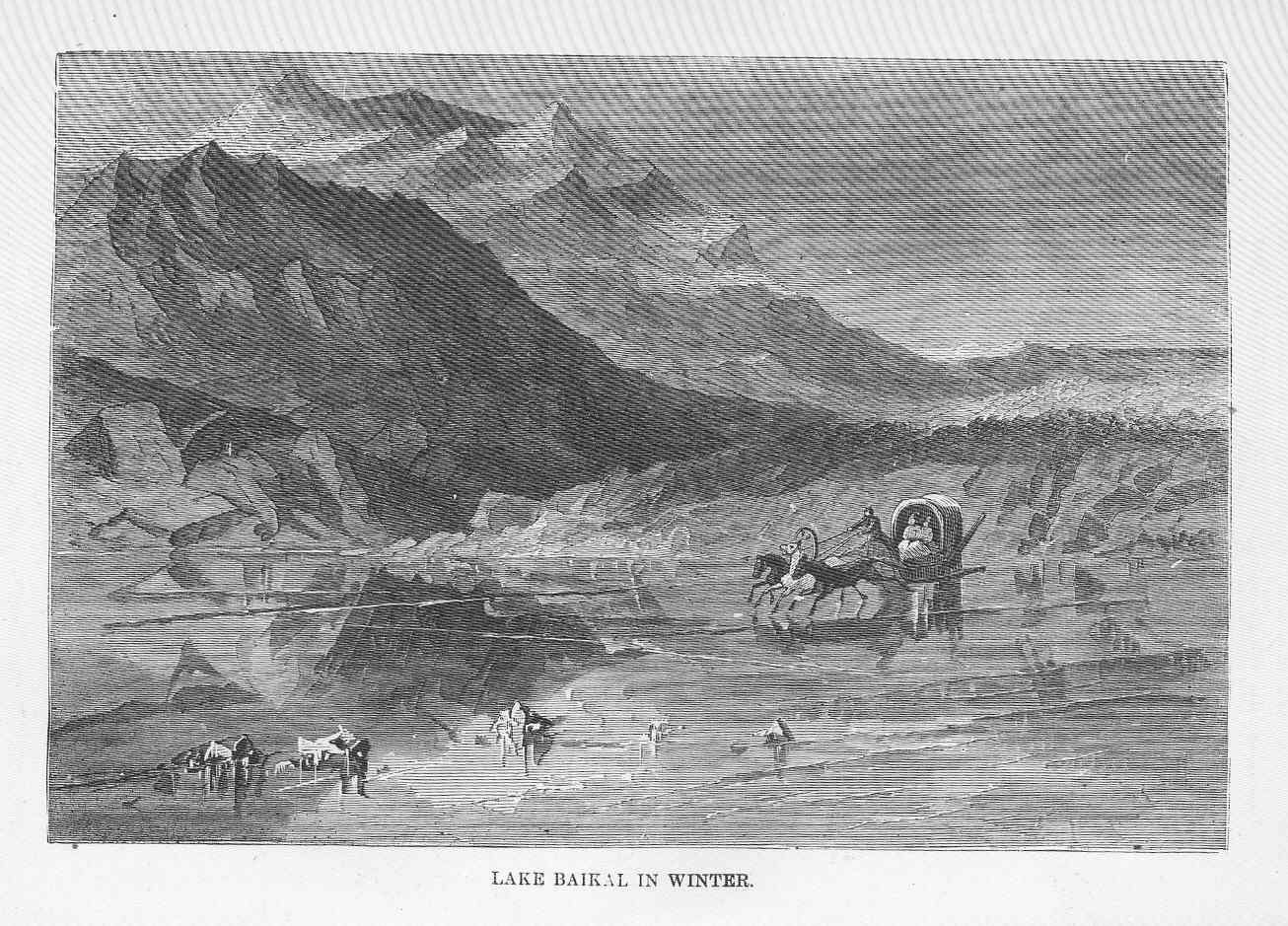
1882 год: Озеро Байкал зимой
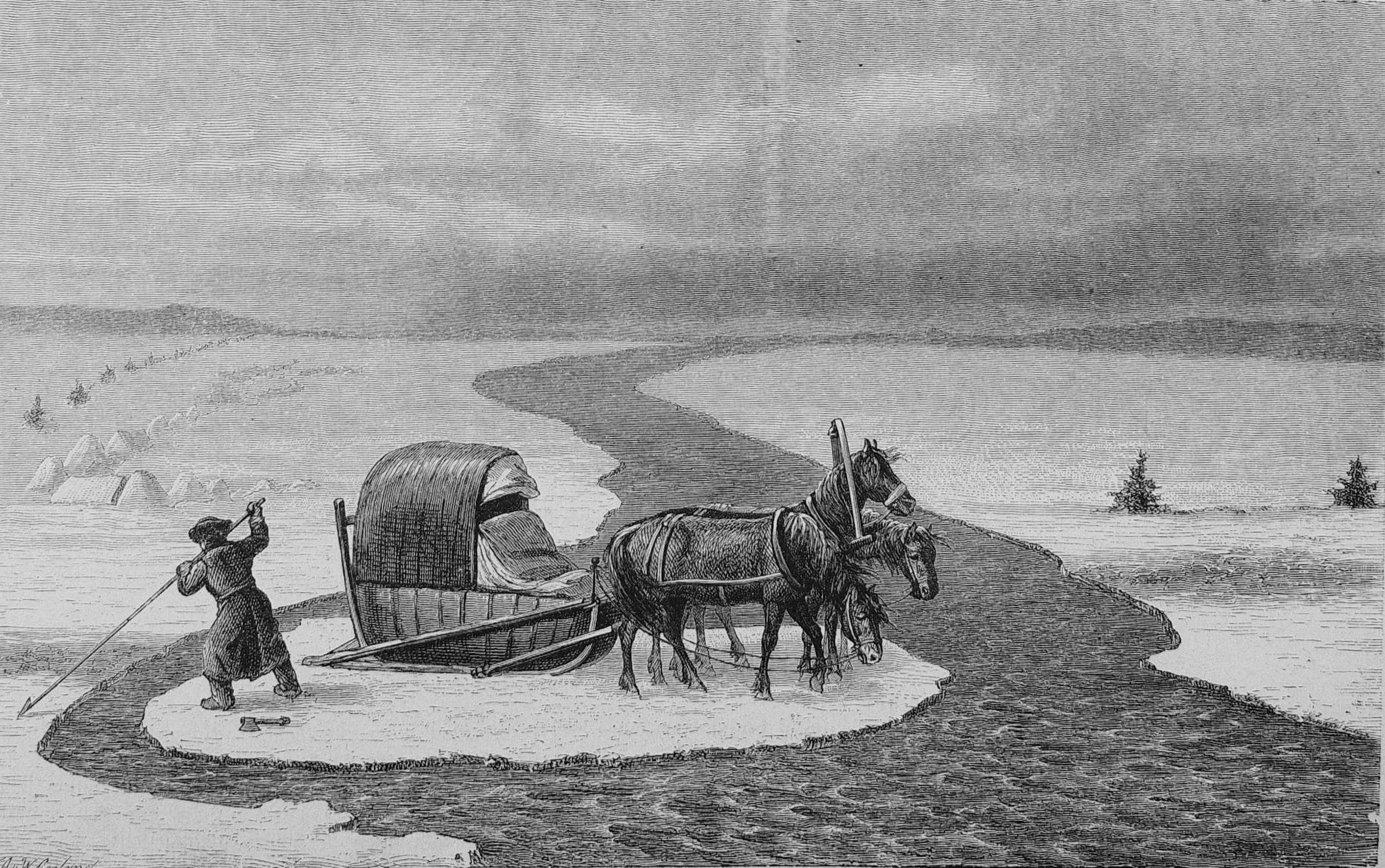
1881 год: Трещина во льду на Байкале
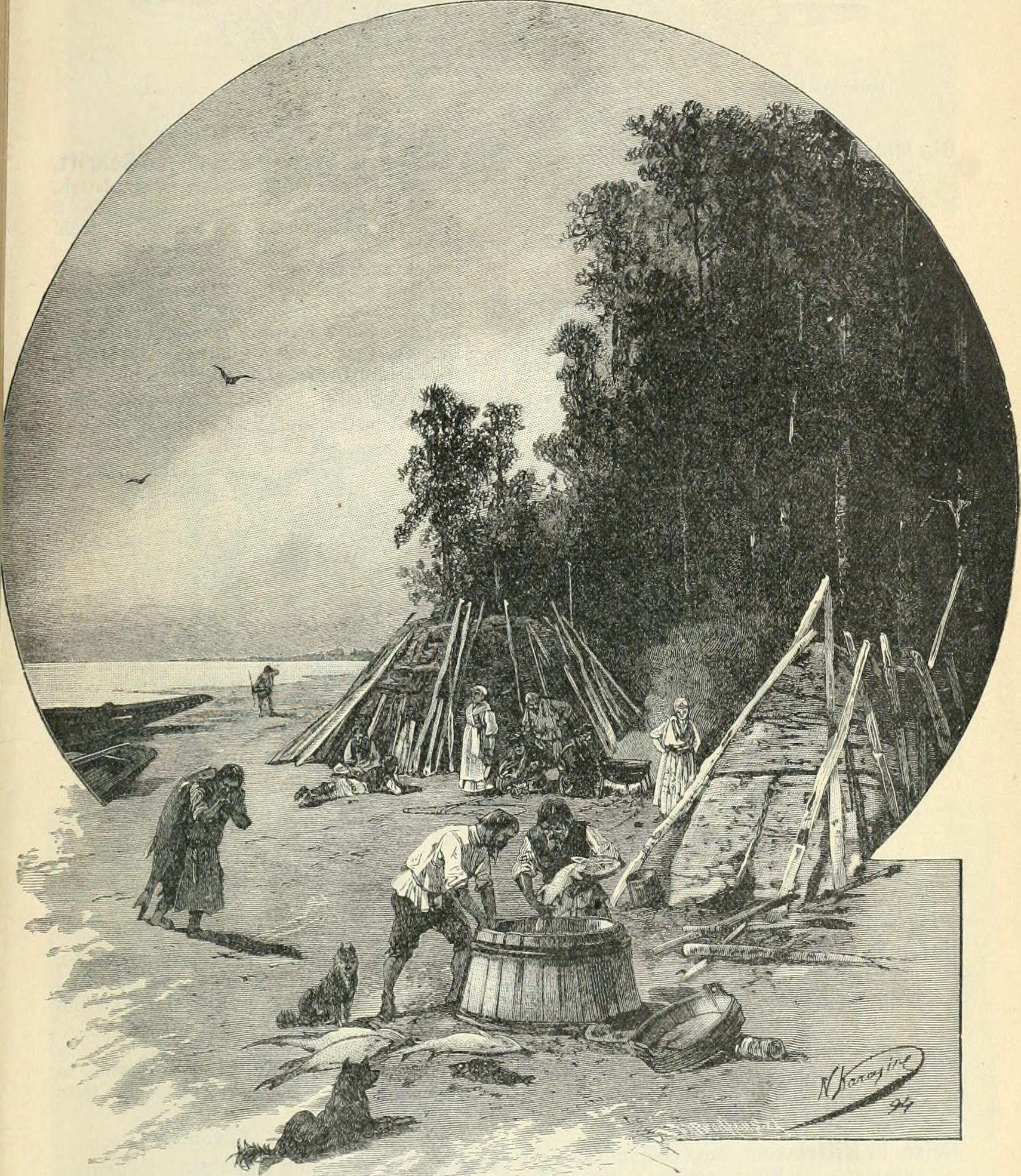
1892 год: Русские рыбаки на Байкале
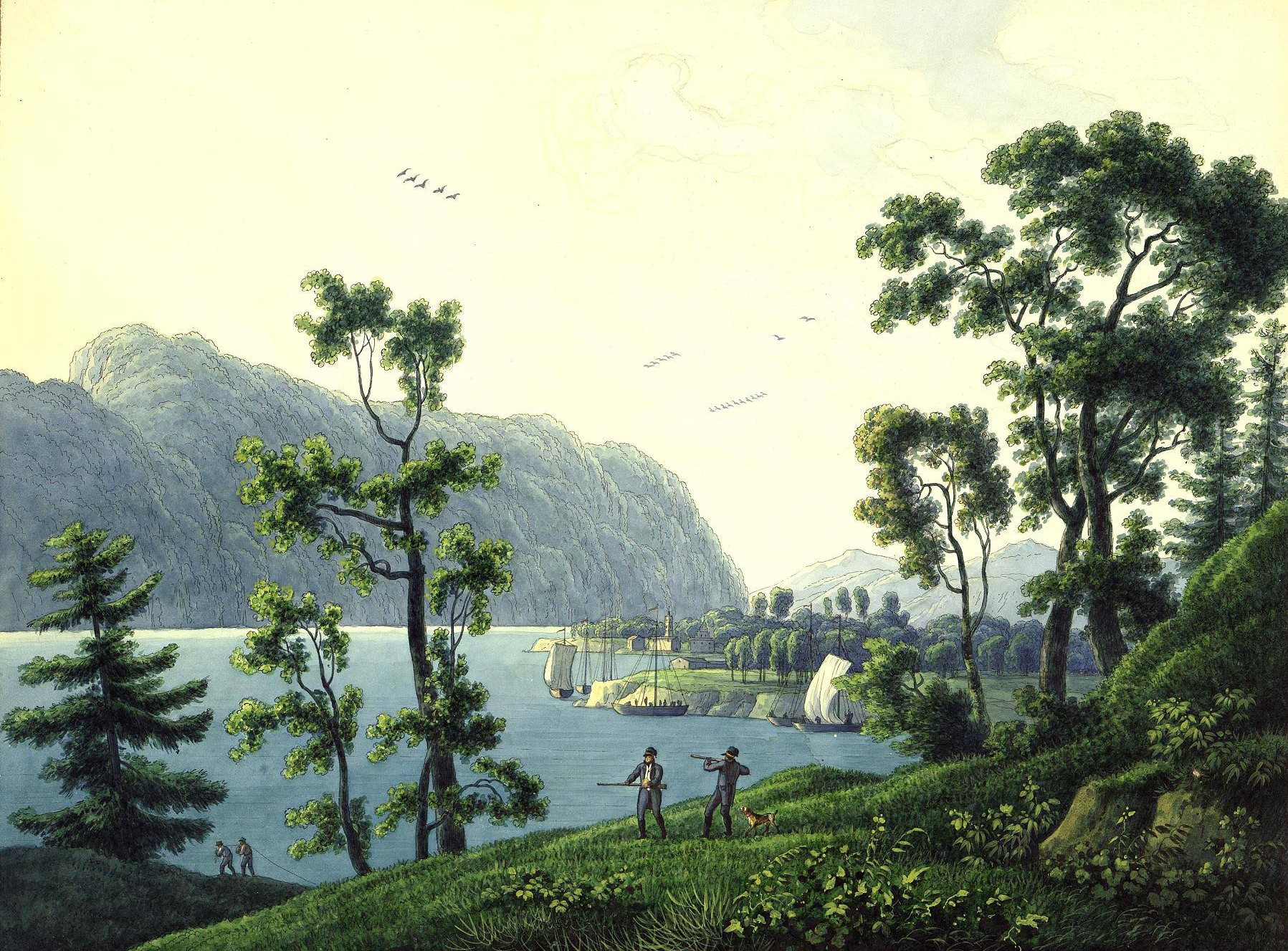
1806-1810: Андрей Мартынов. Вид Никольского монастыря на Байкале
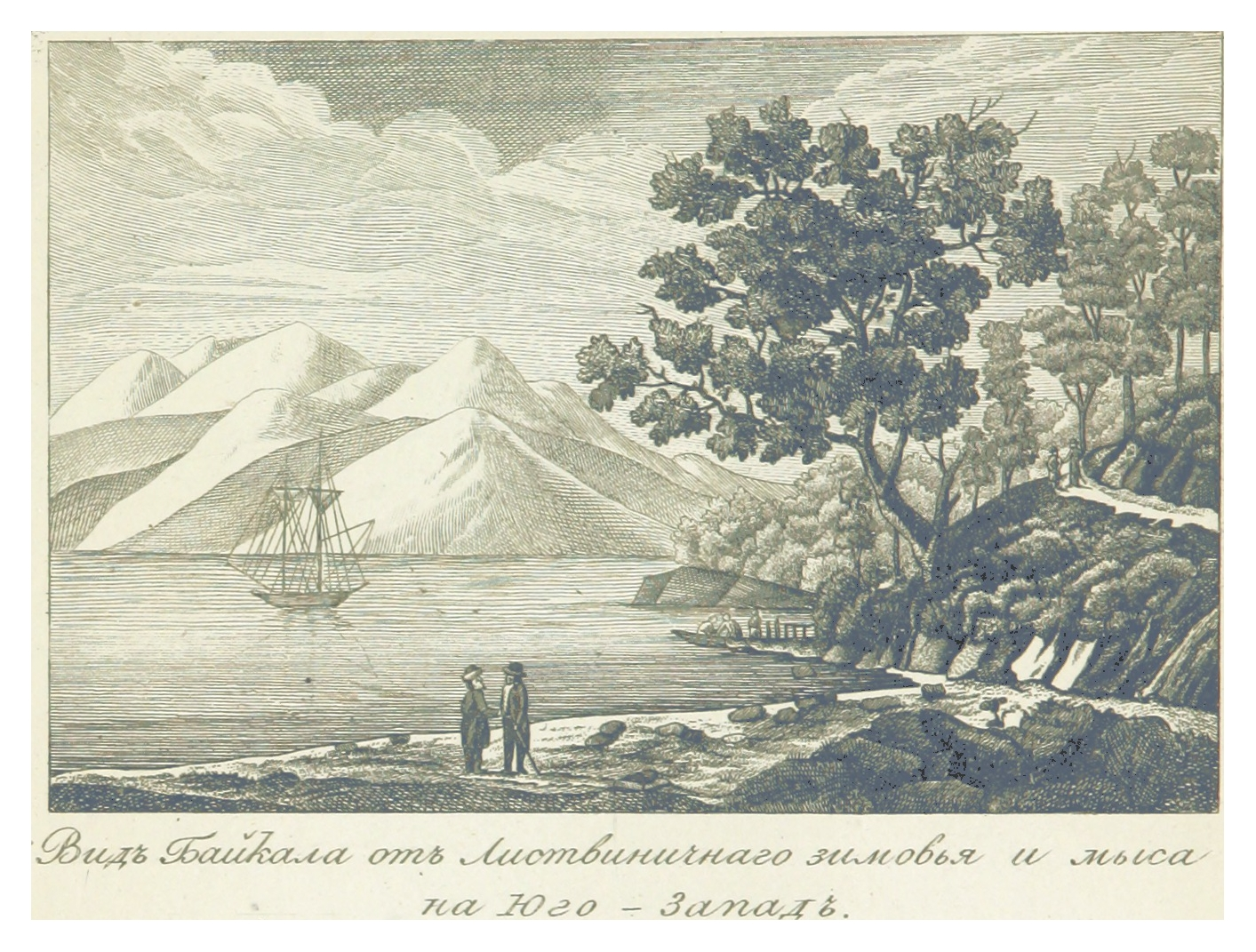
1817 год: На берегу Байкала, близ Иркутска

### В филотаймии
- В 1982 году московское издательство «МОФ» в рамках серии «Охраняемая фауна СССР» выпустило календарик тиражом 1,5 млн экз. под названием «Байкальский осётр».
- В 1987 году московское издательство «Плакат» выпустило календарик тиражом 2,5 млн экз. под названием «Славное море Священный Байкал».
- В 1991 году была выпущена серия из 7 календариков «Байкал» с байкальскими видами тиражом 150 тыс. экз. Автор фото — А. Фройдберг.
- В 1993 году выпущен красочный карманный календарь с видом на Байкал.
- В 2003 году ЗАО «Сувенир» отпечатал календарик тиражом 10 тыс. экз. со скалистым байкальским берегом.
- В 2013 году Байкальским заповедником был выпущен календарик с байкальским мотивом.
- В 2015 году ЗАО «Восьмое небо» выпустило календарь. На нём изображён парусник в бухте Синичка. Фото — В. Полуэктова.
- В 2015 году была выпущена большая серия календарей «Байкал заповедный».
- В том же году б/о «База отдыха Ольтер» выпустили календарь с фотоколлажем "озеро Байкал, малое время.
- В 2017 году тот же заповедник выпустил набор из 4 календариков с заповедными пейзажами.
- В том же году вышел набор календариовк «Байкала волшебные сны».
- В 2023 году ЗАО «Восьмое небо» выпустило календарик «Карта Байкала».

### В филумении
В 1987 году Балабановская экспериментальная фабрика выпустила набор из 18 коробков спичек «Байкал». На спичечных этикетках изображены памятники природы озера Байкал, а также архитектурные достопримечательности его окрестностей. На спичечных коробках № 1-3 размещены изображения растений. На спичечных этикетках № 4-15 изображены: Чертов мост на Чаячьем утесе, Байкальский хребет, Вид на залив Мухор, Мыс Малая Колокольня, В губе Хакусы, У Посольского сора, Железнодорожная станция Слюдянка, Поселок Давше, Беседка на пике Черского, Лимнологический институт, Озеро Байкал, Шаманский мыс. На коробках под № 16-18 изображены животные.